# Anthony Provenzano
Anthony Provenzano, detto Tony Pro (New York, 7 maggio 1917 – Lompoc, 12 dicembre 1988), è stato un mafioso statunitense, caporegime della famiglia Genovese di Cosa nostra statunitense.
Provenzano era il direttore del sindacato Teamsters di Jimmy Hoffa ed era vicino al Presidente Richard Nixon a causa del suo lavoro di vicepresidente dell'International Brotherhood of Teamsters per il distretto locale 560 dei Teamsters Local di Union City nel New Jersey..

## Biografia
Provenzano nacque il 7 maggio 1917, a Manhattan, quarto di sei figli di immigrati siciliani: Rosario e Josephine Provenzano. All'età di 15 anni abbandonò la scuola pubblica e trovò un lavoro per 10 dollari alla settimana come aiutante alla H.P. Welch Trucking Company. 3 anni più tardi divenne autista a tutti gli effetti. Nel 1950 fu nominato organizzatore del Locale 560 dei Teamster e nei successivi dieci anni fu eletto agente d'affari, presidente del 560 e poi presidente del Consiglio congiunto.
Nel 1978, venne condannato per l'omicidio Castellito, che era scomparso 17 anni prima nella Contea di Ulster (Stato di New York), e condannato all'ergastolo a Kingston, New York. Un mese dopo la sentenza, Provenzano fu ulteriormente condannato a 4 anni di carcere per aver organizzato tangenti su un prestito del fondo pensione di $ 2,3 milioni e un anno dopo, un giudice federale nel New Jersey gli impose una pena detentiva di 20 anni per racket del lavoro. Il 12 dicembre 1988, Provenzano morì di un attacco di cuore nel penitenziario di Lompoc all'età di 71 anni. È stato sepolto al Cimitero di St. Joseph a Hackensack nel New Jersey..